# Marketing Festival

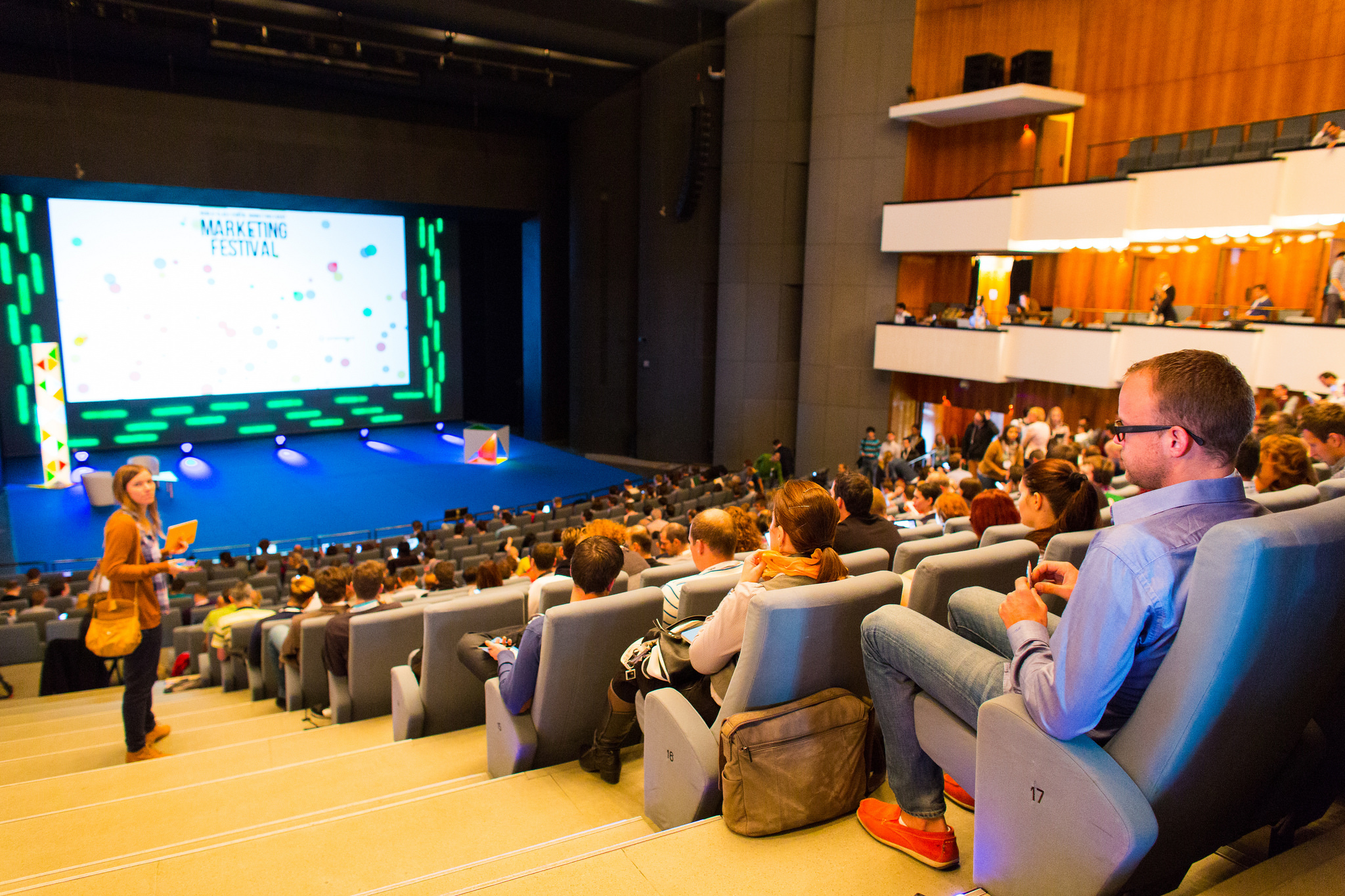
Marketing Festival

Marketing Festival je jednou z největších a nejvýznamnějších středoevropských konferencí o digitálním marketingu, kterou pořádá každoročně od roku 2013 Jindřich Fáborský.
Označení „festival“ se odkazuje k netradičnímu formátu konference, který kombinuje odborné přednášky s bohatým doprovodným programem, koncerty a párty večery s cílem posílit networking mezi přednášejícími a účastníky[zdroj?].
Na konferenci přednáší mnoho významných světových marketérů (Marty Neumeier, Avinash Kaushik, Larry Kim, Peter Meyers, Neil Patel, Cyrus Shepard a další). Jindřich Fáborský se v rozhovorech opakovaně vyjadřuje v tom smyslu, že s přednášejícími detailně prochází předem jejich přípravu a usiluje o to, aby jejich přednáška pro Marketing Festival byla i pro ně unikátní. K založení Marketing Festivalu jej motivovala nespokojenost s úrovní většiny konferencí a analytický rozbor 28 hloubkových rozhovorů s účastníky konferencí, jejichž postřehy využíl pro organizaci prvního ročníku.
První tři ročníky (2013–2015) se konaly v Brně, čtvrtý ročník 2016 v Ostravě a pátý ročník 2017 byl naplánován, že se uskuteční v Praze. Jindřich Fáborský byl nominován do prestižního výběru 30 nejtalentovanějších Čechů pod 30 let časopisu Forbes (2016) a s Marketing Festivalem se dvakrát umístil v kategorii Marketingová inspirace ankety Křišťálová Lupa (2014, 2015).